# Adolfo Holley
General Adolfo Holley Urzúa (Talca, 1833-Tacna, 11 de noviembre de 1914) fue un militar y político chileno. Participó en la Guerra del Pacífico y en la Guerra Civil de 1891. Entre 1894 y 1900 fue Comandante en jefe del Ejército de Chile.

## Familia
Sus padres fueron Jacinto Holley Leblanc y María Urzúa Vergara. Contrajo matrimonio en La Serena con María Mercedes Erasma Ovalle Aguirre, y teniendo tres hijos Laura, Héctor, Matilde y Eduardo.

## Guerra del Pacífico
Inició su vida militar participando en las guerras de Arauco y al iniciarse la Guerra del Pacífico fue comisionado segundo comandante del regimiento Esmeralda cuando éste fue creado a partir del antiguo Carampangue a partir de mayo de 1879. Con ese cargo participa en la batalla de Tacna. Asciende a comandante del regimiento, cuando su titular Santiago Amengual es nombrado jefe de la Primera División en la campaña de Lima. Lucha en las batallas de Chorrillos y Miraflores, donde su regimiento sufrió fuertes bajas. Luego de la toma de Lima, permanece en el Perú junto al Esmeralda participando en la Campaña de la Sierra.

## Guerra Civil de 1891
El 27 de mayo de 1891 fue nombrado ministro de Guerra por la Junta Revolucionaria establecida en Iquique. Mantiene el cargo una vez derrotadas las fuerzas gobiernistas de José Manuel Balmaceda mientras se encuentra vigente la Junta de Gobierno de Santiago a cargo de Jorge Montt desde el 20 de septiembre. El 12 de noviembre de 1891 es nombrado general de división. Deja el gobierno al asumir Jorge Montt su período constitucional a partir del 26 de diciembre de 1891.
Fallece en Tacna (en ese momento territorio chileno) el 11 de noviembre de 1914.